# HTC Wildfire
HTC Wildfire — коммуникатор производства компании HTC, работающий на операционной системе Android 2.1 (Eclair) и на Android 2.2 (Froyo) с оболочкой HTC Sense. Кодовое обозначение — A3333. Имеет достаточно мощную аппаратную начинку, но маленькое и нестандартное для коммуникатора разрешение экрана (240 х 320 пикселей). Внешне напоминает уменьшенную копию HTC Desire. Коммуникатор стал доступен в России в розничной продаже 22 июля 2010 года.
В списке лучших телефонов 2010 года по версии Mobile-review.com в номинации «Цена/Качество» HTC Wildfire занял второе место.

## Технические характеристики
| Технические характеристики   | HTC Wildfire |
| ---------------------------- | --- |
| Процессор                    | Qualcomm MSM7225, 528 MГц |
| Операционная система         | Android 2.1 (Éclair) и Android 2.2 (Froyo) with HTC Sense |
| Память                       | ROM: 512 МБ RAM: 384 МБ |
| Размеры (ВxШхТ)              | 106,75 x 60,4×12,9 мм |
| Вес                          | 118 грамм с аккумулятором |
| Экран                        | 3,2-дюймовый TFT ёмкостный сенсорный экран с разрешением 320x240 (QVGA) |
| Сеть                         | HSDPA/WCDMA: 900/2100 МГц GSM/GPRS/EDGE: 850/900/1800/1900 МГц |
| Определение местонахождения  | Встроенный А-GPS-приемник GPS — приемник Google Maps HTC Footprints |
| Соединения                   | Bluetooth 2.1 с технологией EDR и A2DP для подключения беспроводной стерео-гарнитуры, поддержка профилей FTP и OPP (object push) для передачи файлов, поддерживаемые профили: AVRCP, GAP, GOEP, HFP, HSP, PBAP, SPP, сервис автоматического определения устройств Wi-Fi: 802.11 b/g HTC ExtUSB (микро-USB 2.0, объединённый с аудиовыходом) Разъем 3,5 мм для подключения наушников                                                                             |
| Камера                       | 5-мегапиксельная камера с автофокусом и вспышкой Bозможность автоматически присваивать каждому снимку GPS-координаты |
| Поддерживаемые аудиоформаты  | MP3, AAC(AAC, AAC+, AAC-LC), AMR-NB, WAV, MIDI и WMA 9 |
| Поддерживаемые видео-форматы | MPEG-4, H.263, H.264 и WMV 9 |
| Запись                       | Запись видео в формате 3gp Запись звука в формате amr |
| Аккумулятор                  | Ёмкость: 1300 мАч Время работы в режиме разговора: До 8,1 часов для GSM, до 7,3 часов для UMTS Время работы в режиме ожидания: До 480 часов для GSM, до 690 часов для WCDMA |
| SAR level                    | SAR CE Head: 0.754 W/kg@10g SAR CE Body: 0.732 W/kg@10g |
| Слот расширения              | Карта памяти microSD (совместима с SDHC) |
| Блок питания                 | Вход: напряжение сети/частота: 100 ~ 240В AC, 50/60 Гц Выход: 5В и 1A |
| Сенсоры                      | датчик положения в пространстве G-сенсор сенсор приближения сенсор освещенности цифровой компас |
| Виджеты HTC                  | Закладки, Калькулятор, Календарь, Часы, FM Радио, Friend Stream, Почта, Сообщения, Музыка, Новости, Контакты, Акции, Погода, Настройка и другие Скачиваемые виджеты |
| Поддержка социальных сетей   | Facebook для HTC Sense приложение Friend Stream возможность обновления фотографий в Facebook, Flickr и Twitter возможность обновления видео на YouTube приложение HTC Peep для твиттеринга |
| Дополнительно                | FM-приемник Определитель номера HTC показывает статус абонента на Facebook и напоминает про день рождения Приложение App Sharing, позволяющее рекомендовать понравившиеся приложения друзьям прямо с телефона Поддержка технологии Flash при работе в интернете Встроенный регулируемый фонарик Автоматическое снижение громкости входящего звонка, когда телефон берется в руки и отключение звука входящего звонка при переворачивании телефона дисплеем вниз |